# Sulfonato de alquilbenceno lineal
El sulfonato de alquilbenceno lineal (en inglés, Linear Alkylbenzene Sulphonate), LAS (o LABS) o dodecilbencenosulfonato de sodio es un componente de los detergentes de lavandería y productos de limpieza, muy empleado por sus propiedades como tensoactivo y por ser completamente biodegradable tanto aerobia como anaerobiamente. Es el tensioactivo aniónico más difundido a nivel mundial, suponiendo un 40% de todos los tensioactivos utilizados.

Dodecilbencensulfonato ramificado: en rojo, porción hidrofílica; en azul, porción lipofílica e hidrofóbica.

El ácido dodecilbencensulfónico ((C12H25-C6H4-SO3H)) y sus sales, los dodecilbencensulfonatos ((C12H25-C6H4-SO3-), son compuestos orgánicos sintéticos del grupo de los alquilbencenosulfonatos lineales.
Sus sales (principalmente sódicas) son utilizadas industrialmente para la elaboración de detergentes. Pero los alquilbencensulfonatos ramificados están siendo reemplazados en los detergentes por los alquilbencensulfonatos lineales, porque son más biodegradables:
En las plantas convencionales de tratamiento de aguas residuales, se degrada aerobiamente más del 99% del LAS, e igualmente se biodegrada por completo si los fangos de depuradora son vertidos al suelo.
Los datos de toxicidad de LAS (EC50) para organismos acuáticos oscilan entre 1 y 10 mg por litro, en pruebas a corto plazo. LAS es aproximadamente igual de tóxico para peces e invertebrados mientras la toxicidad para las algas varía ampliamente. LAS no se concentra en los organismos acuáticos porque es rápidamente metabolizado.

## Composición
Las presentaciones comerciales de este compuesto suelen corresponder a sulfonato de dodecilbenceno sódico o dodecil bencen sulfonato de sodio, un compuesto en que el anión está formado por tres partes:
- Un anillo bencénico central disustituido en los carbonos 1 y 4, es decir en posición para.
- Uno de los sustituyentes es un grupo sulfónico ionizado (SO3-)
- El otro sustituyente es una cadena alquílica lineal, de 10 a 13 átomos de carbono, que puede estar unida al benceno en distintas posiciones.

Por tanto, se trata de una mezcla de 4 homólogos diferentes (con cadenas lineales de 10, 11, 12 y 13 átomos de carbono) y hasta un total de 20 isómeros (que varían según en que átomo de carbono está unido el benceno a la cadena lineal), de los cuales 18 son de mezcla racémica.
Para nombrar estos compuestos, se indica que átomo de la cadena se une al anillo bencénico. Ejemplo: En el 3fenilC12 (o 3ΦC12), el benceno se une al carbono 3 de una cadena lineal de 12 átomos. En el sulfonato de 2-dodecilbenceno lineal, el benceno se une al segundo átomo de carbono de una cadena lineal de 12 átomos de carbono.

## Historia y desarrollo
La historia de la fabricación de los sulfonatos de alquilbenceno se inicia en los años 1950 con la producción de compuestos de alquilbenceno ramificados (BAB, del inglés Branched Alkyl Benzenes). Tras someterse a sulfonación, se obtuvieron los sulfonatos de alquilbenceno ramificados (BABS o Branched Alkyl Benzenes Sulfonates),  buenos detergentes pero poco biodegradables por lo que resultaban contaminantes. El primer alquilbenceno se produjo por monocloración de parafina (Kogasin) seguida por una reacción de Friedel-Crafts, la sulfonación con ácido sulfúrico fumante y finalizando con la neutralización con hidróxido de sodio para la formación de la respectiva sal sódica.
A principios de los 60, se inicia la producción de compuestos de alquilbenceno lineales (LAB, del inglés Linear Alkyl Benzenes) y posteriormente sus derivados sulfonados, los sulfonatos de alquilbenceno lineales (LAS o LABS o Linear Alkyl Benzenes Sulfonates),  buenos detergentes que eran además muy biodegradables.

## Síntesis
Consiste en tres fases.

### 1.-Obtención de n-parafina
La n-parafina es un hidrocarburo saturado lineal de 10-17 átomos de carbono que se obtiene por destilación fraccionada del petróleo. Las fracciones de petróleo (queroseno, en este caso) fueron separadas, por adsorción selectiva sobre tamices moleculares, en n-parafinas de la pureza deseada. Petresa, una compañía con fábrica en San Roque (Cádiz) es el primer productor mundial.
{\displaystyle {\rm {CH_{3}-CH_{2}-(CH_{2})_{n}-CH_{2}-CH_{3}\,}}}

### 2.-Obtención de Alquilbenceno lineal, LAB
- La n-parafina se transforma en una n-olefina por deshidrogenación mediante tratamiento en caliente con catalizadores (Sn-Pt y Al2O3).

{\displaystyle {\rm {CH_{3}-CH_{2}-CH_{2}-CH_{2}-CH_{2}-(CH_{2})_{n}-CH_{2}-CH_{3}\quad {\xrightarrow[{Pt,Sn\quad Al_{2}O_{3}\quad 400-500\ {}^{o}C}]{\quad }}\quad CH_{3}-CH_{2}-CH_{2}-CH=CH-(CH_{2})_{n}-CH_{2}-CH_{3}\quad +\quad H_{2}}}}
o bien
{\displaystyle {\rm {\,\,R_{1}-CH_{2}-CH_{2}-R_{3}\quad {\xrightarrow[{Pt,Sn\ Al_{2}O_{3}\quad 400-500\ {}^{o}C}]{\quad }}\quad R_{1}-CH=CH-R_{3}\quad +\quad H_{2}}}}
- La n-olefina reacciona con benceno, empleando ácido fluorhídrico o un catalizador sólido en lecho fijo, y se forma el correspondiente alquilbenceno lineal. La posición del doble enlace tras el proceso de deshidrogenación es aleatoria y eso produce en este paso una mezcla de diferentes compuestos. Si la olefina tenía el doble enlace entre los carbonos 4 y 5, el benceno se unirá a uno de esos átomos (reacción de Friedel-Crafts) Si el benceno se une en el carbono 4 de una cadena alquílica de 12 átomos, se habrá formado el 4-fenildodecano, que se abrevia 4ΦC12 (ver figura)

{\displaystyle {\rm {\,\,\,C_{6}H_{6}\quad +\quad R_{1}-CH=CH-R_{3}\quad {\xrightarrow[{HF\quad o\quad AlCl_{3}}]{\quad }}\quad C_{6}H_{5}-CHR_{1}R_{2}\quad donde\quad R_{2}\quad es\quad igual\quad a\quad -CH_{2}-R_{3}}}}

### 3.-Síntesis del sulfonato de alquilbenceno lineal, LAS

Molécula de sulfonato de 4-dodecilbenceno sódico lineal, mostrando su parte hidrófila (arriba) y su larga cola hidrófoba (abajo).

- En primer lugar se trata el alquilbenceno lineal (LAB) con ácido sulfúrico con lo que se obtiene el ácido sulfónico de aiquilbenceno, HLAS, por sustitución electrófila aromática, un compuesto líquido.

{\displaystyle {\rm {C_{6}H_{5}-CHR_{1}R_{2}\,+\,H_{2}SO_{4}\quad {\xrightarrow[{}]{\quad }}\quad HSO_{3}-C_{6}H_{4}-CHR_{1}R_{2}\quad +\quad H_{2}O}}}
El derivado en posición para es el más abundante por ser el que tiene menor impedimento estérico.
También es posible la sulfonación con trióxido de azufre, SO3, en fase gaseosa, procedimiento muy usado a nivel industrial en reactores específicos de película líquida o tubos de contacto para aplicación del proceso en continuo.
- Posteriormente, se neutraliza con hidróxido de sodio para obtener finalmente la sal sódica, el sulfonato de alquilbenceno sódico lineal, LAS, muy soluble en agua. También pueden obtenerse sales potásicas o amónicas.

{\displaystyle {\rm {HSO_{3}-C_{6}H_{4}-CHR_{1}R_{2}\quad +\quad NaOH{\xrightarrow[{}]{\quad }}\quad NaSO_{3}-C_{6}H_{4}-CHR_{1}R_{2}\quad +\quad H_{2}O}}}
La longitud de la cadena lineal alquílica influye en las propiedades del producto final pues afecta a la humectación, la producción de espuma, la estabilidad y la tensión superficial. El LAS comercial tiene una pureza del 85 al 98% y va acompañado de otros tres componentes también biodegradables y fáciles de eliminar: alquilbenceno lineal (LAB), sulfonato de dialquiltetralina (DATS) y sulfonato de metil alquilbenceno ramificado (isoLAS).

## Productos fabricados con LAS
En vista de sus buenas propiedades detergentes y el escaso impacto sobre el medio ambiente, los sulfonatos de alquilbenceno lineales son muy usados para fabricación de todo tipo de detergentes para lavado de ropa y vajillas, champús, etc. Para estos usos, se usan cadenas alquílicas de 10-13 átomos de carbono, pues las cadenas más largas son poco solubles. Alquilbencenos con más de 13 átomos de carbono son solubles en disolventes orgánicos y se emplean como lubricantes en procesos de corte y taladrado, para fabricación de pesticidas, procesos de flotación de minerales, etc.. En 2005, se fabricaron más de 2,5 millones de toneladas de LAS en todo el mundo, esperando llegar a 3,4 millones de toneladas para 2010. Del consumo total de surfactantes, un 40% corresponde a estos compuestos.

## Propiedades

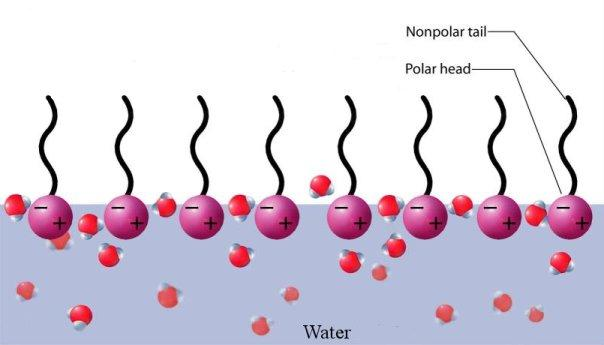
Moléculas anfipáticas de surfactante. Las cabezas hidrófilas quedan disueltas en agua mientras las colas hidrófobas se salen de la fase acuosa o forman micelas con esta parte dirigida hacia dentro.

Los sulfonatos de alquilbenceno lineales son muy solubles en agua, incluso a baja temperatura, tienen muy buena acción detersiva, elevado poder espumante, gran biodegradabilidad, facilidad de procesado y escaso coste de fabricación. Es muy estable y compatible con todo tipo de ingredientes presentes en los productos en los que se emplea.

### Explicación de su acción detergente
Estos compuestos son tensioactivos potentes por el carácter anfipático de sus moléculas, formadas por dos partes:
- Parte polar o hidrófila: La presencia de los grupos sulfonato, SO3-, ionizados y con carga negativa, hace que esta parte de la molécula sea soluble en agua.
- Parte apolar o hidrófoba: la cadena hidrocarbonada (alquílica) no es soluble en agua. Cuanto más larga sea la cadena, menos soluble es el compuesto.

Cuando disolvemos estos compuestos, se concentran en la superficie del agua, con sus colas hidrófobas hacia fuera y las cabezas hidrófilas disueltas en agua. Esto disminuye la tensión superficial y favorece la limpieza mediante el mecanismo de formación de micelas.

### Formación demicelas

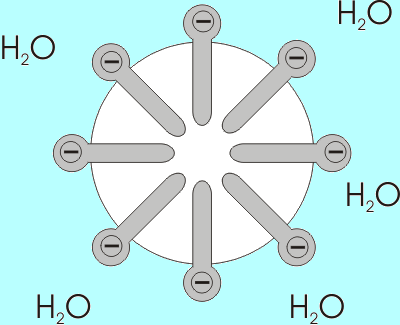
Una micela formada por la unión de moléculas anfipáticas, mostrando los grupos polares dirigidos hacia fuera. En este caso serían los grupos sulfonato cargados negativamente, SO_{3}^{-}, los que hacen posible su solubilidad en agua.

Otra posible organización de estas moléculas cuando están disueltas en agua es formando micelas. Las moléculas individuales se orientan de tal modo que juntan sus partes hidrófugas formando burbujas con esas partes hidrófugas dirigidas hacia el centro, y los restos solubles en agua quedan entonces en la periferia disueltos en el agua. Estas estructuras se denominan micelas.
Ayudan a disolver las grasas y otras moléculas no solubles en agua, pues quedan atrapadas en el interior de estas micelas.

### Biodegradabilidad y acción sobre el medio ambiente
Los sulfonatos de alquilbencenos ramificados (BABS), al ser vertidos tras su utilización, se concentraban en el medio ambiente pues eran difíciles de degradar por los microorganismos. Se formaban espumas persistentes en ríos y plantas depuradoras que, además del impacto visual, impedían el intercambio de oxígeno con el agua y, por tanto, provocaban un empobrecimiento en los niveles de oxígeno y la muerte de muchas especies.
Tras el desarrollo de los sulfonatos de alquilbencenos lineales (LAS), la situación cambia por su elevada biodegradabilidad aerobia y facilidad de depuración. Una planta de tratamiento de aguas residuales elimina el 98-99% de los LAS.
Las concentraciones de LAS en ecosistemas acuáticos están muy por debajo de los niveles que afectarían al medio ambiente y esos niveles de LAS aún continúan biodegradándose hasta su completa eliminación. El LAS en los fangos o lodos de las plantas depuradoras se biodegradan rápida y completamente cuando esos lodos se utilizan como fertilizantes (compost), o correctores de suelo.
Los métodos de eliminación del LAS en el medio ambiente son de dos tipos: eliminación física (por precipitación y adsorción) y eliminación biológica (mineralización). La biodegradación consta de diferentes etapas consecutivas: ω-oxidación, β-oxidación, y finalmente desulfonación y apertura del anillo bencénico con formación de dióxido de carbono, agua y biomasa. Estos procesos son llevados a cabo por diferentes especies bacterianas. La vida media de LAS en el ambiente varía desde unas horas en plantas depuradoras hasta unos días en lodos, suelo y sedimentos. A pesar de su facilidad de degradación, su amplísimo uso genera la presencia de LAS en el medio ambiente de modo estable: en aguas de pozo (1-3 μg/L); aguas de río (2-47 μg/L); sedimentos de río (1-5 mg/kg); lodos de depuradora (3-9 g/kg).
Se considera que tiene un riesgo ambiental o ecotoxicidad (índice de toxicidad ambiental) bajos pues la relación entre la concentración esperada en el medio (Predicted Environmental Concentration, PEC) y la máxima concentración esperada que no produce efectos (Predicted No-Effect Concentration, PNEC) es inferior a la unidad. A medida que aumenta la longitud de la cadena, aumenta la toxicidad.
La presencia de LAS en el medioambiente puede inhibir la presencia de hongos y ciertos tipos de bacterias en el suelo, lo que afecta a su actividad biológica. Particularmente inhibe las bacterias reductoras de hierro y las bacterias oxidadoras de amonio. También se observan efectos tóxicos sobre algunos invertebrados, algunos vertebrados (trucha arco-iris) y plantas como el girasol, para diferentes concentraciones..

### Posibles efectos tóxicos sobre humanos
Dada la amplitud de uso de los productos que contienen LAS para uso de limpieza personal y doméstica, conviene evaluar los riesgos sobre la salud humana. El nivel para el que no se observan efectos adversos (NOAEL, No Observed Adverse Effect Level) es de 85 mg/kg de peso corporal y el margen de exposición a un producto no debería superar el 1% de ese valor. En la mayoría de las actividades humanas en las que estamos expuestos a LAS no se superan esos niveles de seguridad. Considerando todas las actividades conjuntamente, aún se obtiene un valor muy alejado de los niveles de seguridad por lo que LAS se considera un producto con un nivel de confianza aceptable para uso doméstico.
Por supuesto, debe evitarse el contacto, inhalación o ingestión del producto puro o muy concentrado. El LAS puro es irritante para ojos y mucosas. Concentraciones superiores al 65% son tóxicas por ingestión (R22).

## Determinación analítica de LAS
- Métodos volumétricos: Son poco usados. Destaca el método de Thurman, que diferencia LAS de sulfonatos alquílicos sódicos, sin el grupo bencénico intermedio.
- Métodos espectrométricos: Son muy diversos. Destacan el análisis colorimétrico del complejo formado con azul de metileno, la formación de complejos con tris-(1,10-fenantrolina), o con bis(etilendiamina cobre (II)). Aparte de esos métodos espectrofotométricos existen algunos métodos espectrofluorimétricos, como el de Rubio-Barroso.
- Métodos separativos: Son más selectivos y, por ello, más utilizados. La cromatografía de gases, la cromatografía en fase líquida y la electroforesis capilar permiten separar los componentes de la mezcla y, posteriormente se usan detectores específicos para evaluar las concentraciones.